# Wackor
A Wackor egy magyar alternatív groove metal együttes, mely 1996-ban alakult Gárdonyban. Eddig három angol nyelvű albumuk jelent meg. A Wackor a magyar underground egyik egyéni hangzású zenekarának számít, főleg az énekes Nagy-Miklós Péter "Miki" különleges énekstílusának köszönhetően.

## Diszkográfia
- Lobotomy (EP, 2001)
- Methanolid (2004)
- Uncommon Ground (2008)
- III: Dramatically Different (2013)
- I'n'I (kislemez, 2019)

## Tagok
- Nagy-Miklós Péter "Miki" – gitár, vokál
- Kükedi Gábor "Küki" – basszusgitár
- Schleier Csaba "Slayercsabi" – dob, vokál